# Gouvernement Kirkilas
 (septembre 2023).
Si vous disposez d'ouvrages ou d'articles de référence ou si vous connaissez des sites web de qualité traitant du thème abordé ici, merci de compléter l'article en donnant les références utiles à sa vérifiabilité et en les liant à la section « Notes et références ».
République de Lituanie
Gouvernement Brazauskas II Gouvernement Kubilius II
Le gouvernement Kirkilas (Keturioliktoji Vyriausybė) était le quatorzième gouvernement de la République de Lituanie depuis l'indépendance de 1990, en fonction du 18 juillet 2006 au 27 novembre 2008. Il était dirigé par le social-démocrate Gediminas Kirkilas.

## Coalition
Il était initialement soutenu par une alliance entre le Parti social-démocrate lituanien (LSDP), le Parti démocrate civique (PDP), formé par des dissidents du Parti du travail (DP), et l'Union centriste et libérale (LiCS). En 2008, la Nouvelle union (sociaux-libéraux) (NS) a fait son entrée au sein du gouvernement.

## Composition
| Fonction                                      | Titulaire | Titulaire                                                 | Parti |
| --------------------------------------------- | --------- | --------------------------------------------------------- | ----- |
| Premier ministre                              |           | Gediminas Kirkilas                                        | LSDP  |
| Ministre de la Justice                        |           | Petras Baguška                                            | PDP   |
| Ministre de la Sécurité sociale et du Travail |           | Vilija Blinkevičiūtė                                      | LSDP  |
| Ministre des Transports et des Communications |           | Algirdas Butkevičius                                      | LSDP  |
| Ministre de la Santé                          |           | Rimvydas Turčinskas (jusqu'au 14/07/2008)                 | PDP   |
| Ministre de la Santé                          |           | Gediminas Černiauskas                                     | Sans  |
| Ministre de l'Intérieur                       |           | Raimondas Šukys (jusqu'au 17/12/2007) Regimantas Čiupaila | LiCS  |
| Ministre de la Culture                        |           | Jonas Jučas                                               | LiCS  |
| Ministre de l’Éducation et de la Science      |           | Roma Žakaitiene (jusqu'au 27/05/2008)                     | LSDP  |
| Ministre de l’Éducation et de la Science      |           | Algirdas Monkevičius                                      | NS    |
| Ministre de l'Économie                        |           | Vytas Navickas                                            | LVLS  |
| Ministre de la Défense nationale              |           | Juozas Olekas                                             | LSDP  |
| Ministre de l'Environnement                   |           | Arūnas Kundrotas (jusqu'au 01/02/2008)                    | LSDP  |
| Ministre de l'Environnement                   |           | Artūras Paulauskas                                        | NS    |
| Ministre de l'Agriculture                     |           | Kazimira Danutė Prunskienė                                | LVLS  |
| Ministre des Finances                         |           | Zigmantas Balčytis (jusqu'au 16/05/2007) Rimantas Šadžius | LSDP  |
| Ministre des Affaires étrangères              |           | Petras Vaitiekunas                                        | Sans  |